# Zakaria Suraka
Zakaria Isa Suraka (Accra, 17 gennaio 1996) è un ex calciatore ghanese, di ruolo attaccante.

## Carriera
Il 20 luglio 2016 viene acquistato a titolo definitivo dalla squadra serba della Dinamo Vranje.

## Palmarès

### Individuale
- Capocannoniere della Prva Liga Srbija: 1

2017-2018 (17 reti)